# おニャン子クラブ ベスト
『おニャン子クラブ ベスト』（おにゃんこクラブ ベスト）は、おニャン子クラブのベスト・アルバム。1987年12月5日発売。発売元はポニーキャニオン。規格品番：D32P-6180。

## 解説
ソロやユニット名義で発表された楽曲を含まず「おニャン子クラブ」だけの楽曲で構成された、初めてのベスト・アルバム。レコード会社主導である。1980年代のグループ活動期間中に発売された全9枚のシングル・レコードA面曲と、オリジナル・アルバムから人気曲を追加した全16曲が収録。
コンパクトカセットのみで発売された企画盤『NON-STOP おニャン子』のみに収録の新曲「早口言葉でサヨナラを」が、本アルバムで初CD化された。
レコード会社のポニーキャニオン単独マキシ・シングル規格 "CD SINGLE 3" の1作として、「ウェディングドレス」「セーラー服を脱がさないで」「じゃあね」の3曲が収録された12cmCDシングルも同時発売されている。
1989年8月21日には収録曲目が同一で、CDレーベル面がピクチャー・レーベルになっているベスト盤『フォーエバー・アイドル・ベスト・シリーズ おニャン子クラブ』（D27A-1047）が発売された。

## 収録曲

### CD
1. 恋はくえすちょん
  - 作詞: 秋元康、作曲・編曲: 見岳章
2. かたつむりサンバ
  - 作詞: 秋元康、作曲・編曲: 後藤次利
3. おっとCHIKAN!
  - 作詞: 秋元康、作曲: 長沢ヒロ、編曲: 山川恵津子
4. お先に失礼
  - 作詞: 秋元康、作曲・編曲: 後藤次利
5. 雨のメリーゴーランド
  - 作詞: 秋元康、作曲・編曲: 見岳章
  - アルバム『SIDE LINE』（1987.2.21）収録曲
6. ハートに募金を
  - 作詞: 秋元康、作曲・編曲: 白井良明
  - アルバム『SIDE LINE』（1987.2.21）収録曲
7. 間に合うかもしれない
  - 作詞: 秋元康、作曲: 高橋研、編曲: 佐藤準
  - アルバム『Circle』（1987.8.5）収録曲
8. 真赤な自転車
  - 作詞: 秋元康、作曲: 高橋研、編曲: 佐藤準
  - アルバム『KICK OFF』（1985.9.21）収録曲
9. 早口言葉でサヨナラを
  - 作詞: 秋元康、作曲・編曲: 佐藤準
  - アルバム『NON-STOP おニャン子』（1986.12.21）収録曲
10. およしになってねTEACHER
  - 作詞: 秋元康、作曲・編曲: 佐藤準
11. NO MORE 恋愛ごっこ
  - 作詞: 秋元康、作曲・編曲: 後藤次利
12. ウェディングドレス
  - 作詞: 秋元康、作曲: 高橋研、編曲: 佐藤準
13. 夏休みは終わらない
  - 作詞: 秋元康、作曲: 高橋研、編曲: 佐藤準
  - アルバム『PANIC THE WORLD』（1986.7.10）収録曲
14. じゃあね
  - 作詞: 秋元康、作曲: 高橋研、編曲: 佐藤準
15. 瞳の扉
  - 作詞: 秋元康、作曲: 高橋研、編曲: 佐藤準
  - アルバム『PANIC THE WORLD』（1986.7.10）収録曲
16. セーラー服を脱がさないで
  - 作詞: 秋元康、作曲・編曲: 佐藤準

### CT
Side A
1. 恋はくえすちょん
2. かたつむりサンバ
3. おっとCHIKAN！
4. お先に失礼
5. 雨のメリーゴーランド
6. ハートに募金を
7. 乙女心の自由型
  - アルバム『PANIC THE WORLD』（1986/7/10発売、D50A0199）収録曲
  - 作詞: 秋元康、作曲・編曲: 見岳章
8. アンブレラ・エンジェル
  - アルバム『夢カタログ』（1986/3/10発売、C28A0476）収録曲
  - 作詞: 秋元康、作曲・編曲: 山川恵津子
9. 間に合うかもしれない
10. 真赤な自転車

Side B
1. 早口言葉でサヨナラを
2. およしになってねTEACHER
3. NO MORE 恋愛ごっこ
4. ウェディングドレス
5. 星のバレリーナ
  - 作詞: 秋元康、作曲: 高橋研、編曲: 佐藤準
  - アルバム『SIDE LINE』（1987/2/21発売、D32A0267）収録曲
6. 真赤なミニスカート
  - 作詞: 秋元康、作曲: 見岳章、編曲: 鷺巣詩郎
  - アルバム『Circle』（1987/8/5発売、C42A0590）収録曲
7. 夏休みは終わらない
8. じゃあね
9. 瞳の扉
10. セーラー服を脱がさないで

## 関連作品
- おニャン子クラブ大全集 for HiQualityCD 上・下巻 限定CD-BOX
- 1985年の音楽 - M-8・10・16
- 1986年の音楽 - M-1・3・4・9・13・14・15
- 1987年の音楽 - M-2・5・6・7・11・12